# Stuart Ripley
Stuart Edward Ripley (Middlesbrough, 20 november 1967) is een Engels voormalig betaald voetballer die als middenvelder speelde, bij voorkeur op rechts. Hij was profvoetballer van 1985 tot 2002 en won de Premier League met Blackburn Rovers in 1995. Ripley kwam tweemaal uit voor het Engels voetbalelftal.

## Clubcarrière

### Middlesbrough
Ripley was een rechtermiddenvelder die zijn doorbraak beleefde bij Middlesbrough, de grootste club uit zijn geboortestad. In zeven seizoenen speelde Ripley bijna 250 competitiewedstrijden in de lagere reeksen, met name de Second Division en Third Division. Hij scoorde 26 doelpunten voor Middlesbrough. In zijn laatste seizoen, 1991/1992, promoveerde hij met Middlesbrough naar de nagelnieuwe Premier League.

### Blackburn Rovers
Ripley verhuisde na de promotie met Boro naar het ambitieuze Blackburn Rovers. Hij was tot de transfer van Alan Shearer van Southampton naar Blackburn enkele weken recordaankoop van de club. Blackburn betaalde £ 1.300.000 voor hem aan Middlesbrough.
Ripley won met Blackburn Rovers de Premier League in het seizoen 1994/1995, onder leiding van Kenny Dalglish en met de financiële slagkracht van eigenaar Jack Walker. Blackburn Rovers haalde een punt meer dan Manchester United. Op de slotspeeldag werd er nochtans verloren tegen Liverpool, maar Manchester United kwam op verplaatsing niet verder dan een 1-1-gelijkspel tegen West Ham United. Blackburn mocht hierdoor toch juichen. Ripley en Jason Wilcox waren de flankspelers met dienst. Alan Shearer en Chris Sutton waren de sterspelers en tekenden voor 49 van de 80 doelpunten die Blackburn dat seizoen maakte.
Na het superseizoen gingen Ripley en Blackburn Rovers er vroeg uit in de groepsfase van de UEFA Champions League 1995/96 en de club werd zevende in de Premier League, waardoor naast een Europees ticket werd gegrepen.

### Latere carrière
Ripley tekende na zes jaar Blackburn een contract bij Southampton, in de zomer van 1998. Hij was nooit een vaste waarde en werd uitgeleend aan Barnsley en Sheffield Wednesday.
Ripley, op dat moment 33 jaar oud, beëindigde zijn loopbaan in 2002.

## Erelijst
| Competitie       |                  |                  |
| Competitie       | Aantal           | Jaren            |
| Blackburn Rovers | Blackburn Rovers | Blackburn Rovers |
| ---------------- | ---------------- | ---------------- |
| Premier League   | 1×               | 1994/95          |

## Interlandcarrière
Ripley speelde twee interlands voor Engeland, tegen San Marino op 17 november 1993 en tegen Moldavië op 10 september 1997.

## Persoonlijk leven
Na zijn actieve loopbaan ging hij werken als juridisch adviseur. Hij is de vader van Connor Ripley, die als doelman voor tweedeklasser Preston North End uitkomt.